# نیونگو

نیونگو شهری در شهرستان توئسه در استان بازگا در بورکینافاسوی مرکزی است و جمعیت آن ۱۰۲۶ نفر است.